# Кузьмин, Валерий Иванович
Вале́рий Ива́нович Кузьми́н (род. 24 июня 1953, Москва) — советский и российский дипломат. Чрезвычайный и полномочный посол (2009).

## Карьера
Образование высшее: в 1975 году окончил Московский государственный институт международных отношений, в 1998 году — высшие дипломатические курсы Дипломатической академии МИД России. Владеет английским, арабским и французским языками, кандидат исторических наук. С 1975 года — в системе МИД СССР.
- В 1975 году — референт 1-го Африканского отдела МИД СССР.
- В 1975—1980 годах — дежурный референт, атташе Посольства СССР в Ливии.
- В 1980—1985 годах — третий секретарь, второй секретарь 1-го Африканского отдела МИД СССР.
- В 1985—1990 годах — второй секретарь, первый секретарь Посольства СССР в Тунисе.
- В 1990—1992 годах — первый секретарь Управления стран Ближнего Востока и Северной Африки МИД СССР.
- В 1992—1993 годах — первый секретарь, заведующий отделом Управления Ближнего Востока и Северной Африки МИД России.
- В 1993—1994 годах — заместитель начальника Управления/Департамента Африки и Ближнего Востока.
- В 1994—1998 годах — заместитель директора Департамента Ближнего Востока и Северной Африки МИД РФ.
- С 7 июля 1998 по 21 января 2003 года — чрезвычайный и полномочный посол Российской Федерации в Судане[1][2].
- С мая по 1 октября 2003 года — посол по особым поручениям МИД России.
- С 1 октября 2003 по февраль 2004 года — и. о. директора Департамента по связям с субъектами Федерации, парламентом и общественно-политическими организациями МИД России.
- С февраля 2004 по 27 июля 2007 года — директор Департамента по связям с субъектами Федерации, парламентом и общественно-политическими организациями МИД России[3].
- С 27 июля 2007 по 5 апреля 2012 года — чрезвычайный и полномочный посол Российской Федерации в Молдове[4][5].
- В 2012—2016 годах — посол по особым поручениям МИД России.
- С 7 июня 2016 по 16 апреля 2024 года — чрезвычайный и полномочный посол Российской Федерации в Румынии[6][7].

## Дипломатический ранг
- Чрезвычайный и полномочный посланник 2 класса (7 ноября 1997)[8]
- Чрезвычайный и полномочный посланник 1 класса (25 декабря 2000)[9]
- Чрезвычайный и полномочный посол (17 ноября 2009)[10]

## Награды и почётные звания
- Орден Почёта (24 мая 2023) — за большой вклад в реализацию внешнеполитического курса Российской Федерации и многолетнюю добросовестную дипломатическую службу[11].
- Орден Дружбы (2012);
- Медаль «За трудовую доблесть» (1986);
- Благодарность президента Российской Федерации (2014);
- Почётный работник МИД России (2008)

## Семья
Женат, имеет дочь и сына.